# Digital subscriber line
Digital Subscriber Line (ofte forkortet DSL) er teknikker, som giver mulighed for bredbåndsopkobling til internettet over det almindelige telefonnets kabler – et enkelt snoet ledningspar.
Eksempler på DSL-teknologier (undertiden kaldet xDSL) omfatter:
- ADSL (Asymmetric Digital Subscriber Line)
- G.lite
- G.SHDSL (ITU-T-standardiseret udgave af tidligere proprietære SDSL)
- HDSL (High Bit Rate Digital Subscriber Line)
- IDSL (ISDN Digital Subscribe Line, en data-only ISDN variant)
- ISDN (ældre end betegnelsen DSL)
- RADSL (Rate Adjusted Digital Subscriber Line)
- SDSL (Symmetric Digital Subscriber Line, en standardiseret version af HDSL)
- VDSL (Very high speed Digitial Subscriber Line)